# Liste der Baudenkmäler in Wilhelmsthal
Auf dieser Seite sind die Baudenkmäler in der oberfränkischen Gemeinde Wilhelmsthal zusammengestellt. Diese Tabelle ist eine Teilliste der Liste der Baudenkmäler in Bayern. Grundlage ist die Bayerische Denkmalliste, die auf Basis des Bayerischen Denkmalschutzgesetzes vom 1. Oktober 1973 erstmals erstellt wurde und seither durch das Bayerische Landesamt für Denkmalpflege geführt wird. Die folgenden Angaben ersetzen nicht die rechtsverbindliche Auskunft der Denkmalschutzbehörde.

Diese Liste gibt den Fortschreibungsstand vom 30. November 2024 wieder und enthält 61 Baudenkmäler, darunter ein bereits abgegangenes Objekt.

## Ensembles

### Ortskern Effelter
Das Ensemble Effelter stellt ein Musterbeispiel für eine wohl schon im späten 13. Jahrhundert angelegte Plansiedlung dar. In seltener Anschaulichkeit hat sich die eindrucksvolle Form des Angerdorfes mit einer Waldhufenflur erhalten. Die ehemals einheitlich verschieferten, meist eingeschossigen Wohnstallbauten des 18. und 19. Jahrhunderts, ursprünglich teilweise mit ornamentaler Bemalung, gruppieren sich mit ihrer Giebelfront zum elliptisch angelegten Dorfanger und der hier gelegenen, im heutigen Erscheinungsbild von 1809 erhaltenen Kirche. Sie spiegeln aber nur noch die ursprüngliche Struktur wider, denn in den vergangenen Jahrzehnten wurden die Häuser ohne Ausnahme stark überformt oder durch Neubauten ersetzt. Auf dem Gemeindeland befindet sich heute noch einer von ehemals drei Angerteichen. (Aktennummer E-4-76-189-1)

## Baudenkmäler nach Gemeindeteilen

### Wilhelmsthal
| Lage                                  | Objekt                            | Beschreibung | Akten-Nr.                        | Bild                   |
| ------------------------------------- | --------------------------------- | --- | -------------------------------- | ---------------------- |
| Bei Am Schieferbruch 1 (Standort)     | Wegkreuz                          | Eisen auf Sandsteinsockel, bezeichnet „1907“ Der Überlieferung nach soll ein Mann mit schwerem Augenleiden auf dem nächtlichen Heimweg von Hesselbach nach Wilhelmsthal in der Nähe des Kreuzstandorts gestürzt sein und für seine sichere Heimkehr die Errichtung dieses Wegkreuzes gelobt haben.:122 | D-4-76-189-2 Wikidata            | Wegkreuz               |
| Gebrüder-Leisner-Straße 2 (Standort)  | Katholisches Pfarrhaus            | Zweigeschossiger Satteldachbau mit Sandsteingliederung, in den Mittelachsen der Längsseiten Risalite mit Zwerchgiebeln, neugotisch, 1904 | D-4-76-189-68 Wikidata           | Katholisches Pfarrhaus |
| Gebrüder-Leisner-Straße 4 (Standort)  | Katholische Pfarrkirche St. Josef | Saalbau mit Satteldach, Chorseitenturm, Sakristeianbau, eingezogener, gewölbter Chor, umlaufend mit Streben besetzt, verputzt, neugotisch, 1903/1904 | D-4-76-189-1 Wikidata            | weitere Bilder         |
| Gebrüder-Leisner-Straße 8 (Standort)  | Wohnhaus                          | Ehemaliges Schwesternwohnheim der Franziskanerinnen mit Kinderbewahranstalt und Schule, zweigeschossiger Satteldachbau über hohem Sockelgeschoss, Lisenengliederung, dreieckiger Zwerchgiebel auf der Südseite, 1906                                                                                   | D-4-76-189-69 Wikidata           | Wohnhaus               |
| Gebrüder-Leisner-Straße 13 (Standort) | Kleinhaus                         | Eingeschossiger, verschieferter Satteldachbau, Zwerchhaus, Abort- und Stallanbau; um 1900 | D-4-76-189-67 Wikidata           | Kleinhaus              |
| Gebrüder-Leisner-Straße 13 (Standort) | Stadel                            | Holzbau mit Satteldach; um 1900 | D-4-76-189-67 zugehörig Wikidata | BW                     |

### Effelter
| Lage                                                           | Objekt                                      | Beschreibung | Akten-Nr.                        | Bild                       |
| -------------------------------------------------------------- | ------------------------------------------- | --- | -------------------------------- | -------------------------- |
| Effelter 4 (Standort)                                          | Ehemaliges Neues Forsthaus                  | Zweigeschossiger Massivbau mit Feldsteinverkleidung, versetzten Eckquadern und Verputzung, verschieferten Walmdächern und Ziergiebel Treppenaufgang | D-4-76-189-70 Wikidata           | Ehemaliges Neues Forsthaus |
| Effelter 4 (Standort)                                          | Ehemaliges Neues Forsthaus, Nebengebäude    | Eingeschossiger Massivbau mit Feldsteinverkleidung und Satteldach | D-4-76-189-70 zugehörig Wikidata | BW                         |
| Effelter 7 (Standort)                                          | Wohnhaus                                    | Zweigeschossiger Walmdachbau, verschiefert, 18. Jahrhundert | D-4-76-189-18 Wikidata           | Wohnhaus                   |
| Effelter 36 (Standort)                                         | Ehemaliges Wohnstallhaus                    | Zweigeschossiger, giebelständiger Bau mit Schopfwalm, Obergeschoss verschiefert, 18./19. Jahrhundert, Erdgeschoss verändert | D-4-76-189-9 Wikidata            | Ehemaliges Wohnstallhaus   |
| Effelter 37 (Standort)                                         | Wohnstallhaus                               | Eingeschossiger, giebelständiger Blockbau mit verschiefertem Kniestock und Satteldach, wohl noch 18. Jahrhundert | D-4-76-189-10 Wikidata           | Wohnstallhaus              |
| Effelter 44 (Standort)                                         | Ehemaliges Schulhaus                        | Der eingeschossige Sandsteinquaderbau hat ein Halbwalmdach und einen verschieferten Giebel. Das Gebäude geht im Kern auf ein Schulhaus von 1674 zurück, das 1807 durch einen Brand zerstört und 1808 wieder aufgebaut wurde. 1888 folgte eine Aufstockung des Gebäudes. 1978 wurde das Obergeschoss wieder entfernt und eine Nutzung als Jugendheim ermöglicht. | D-4-76-189-5 Wikidata            | Ehemaliges Schulhaus       |
| Effelter 46 (Standort)                                         | Katholische Filialkirche St. Peter und Paul | Chorturmkirche, Kernbau spätmittelalterlich, Sakristei 16./17. Jahrhundert, Langhausverlängerung mit Walmdach 1809; mit Ausstattung | D-4-76-189-4 Wikidata            | weitere Bilder             |
| Effelter 54 (Standort)                                         | Gasthaus                                    | Erdgeschoss Sandsteinquader, Obergeschoss verschindelt, Walmdach, 18./19. Jahrhundert | D-4-76-189-16 Wikidata           | Gasthaus                   |
| Effelter 56 (Standort)                                         | Ehemaliges Forsthaus                        | Eingeschossiger Sandsteinquaderbau mit verschiefertem Mansardwalmdach, 1749/1750 | D-4-76-189-19 Wikidata           | Ehemaliges Forsthaus       |
| 100 m vor dem Ort, an der Straße nach Lahm (Standort)          | Bildstock, sogenannte Haazn-Marter          | Sandstein, Pfeiler und vierseitiger Aufsatz mit Rundbogengiebeln, Kugelaufsatz und Metallkreuz, 18. Jahrhundert Dieser Bildstock soll zur Erinnerung an den „Haazn-Bauern“ aus Effelter errichtet worden sein. Nach dem Ende des Dreißigjährigen Krieges zogen plündernde Truppen durch das Land und forderten von dem Bauern die Herausgabe seines Viehs. Er weigerte sich, weshalb er von den Soldaten verschleppt und gefoltert wurde. Am Standort des Flurdenkmals soll er sterbend mit abgezogener Haut aufgefunden worden sein. Der Bildstock steht auf einem konkav-konvex profilierten Sockel, der einen mit Bandelwerk verzierten Pfeilerschaft mit Kapitell trägt. Darauf ruht der von eingezogenen Rundbogen geschlossene Aufsatz, der mit einer Steinkugel und einem Eisenkreuz bekrönt ist. Die vier Seiten des Aufsatzes zeigen Reliefs der Krönung Mariens, der Apostel Petrus und Paulus, des Heiligen Johannes Nepomuk und der Glosberger Muttergottes.:13–14 Eine Marienstatue in dem nördlich der Kreisstadt Kronach gelegenen Wallfahrtsort soll 1727 mehrmals blutige Tränen geweint haben, weshalb dieses Motiv auf zahlreichen Bildstöcken im Frankenwald zu finden ist. | D-4-76-189-20 Wikidata           | weitere Bilder             |
| 1 km nördlich des Ortes, an der Straße nach Tschirn (Standort) | Bildstock                                   | Sandstein, Tafel und Aufsatz mit Dreieinigkeit und Rundbogenabschluss, 1702 Der von Voluten flankierte und durch einen Rundbogen geschlossene Aufsatz dieses Bildstocks zeigt als Relief die Krönung Mariens durch die Trinität, der Sockel trägt die bereits stark verwitterte Inschrift „Zu ehren der Aller Heiligsten (Mutter Maria) … aus 1702“. Am Standort des Flurdenkmals soll im Jahr 1702 ein Bauer aus Effelter tot aufgefunden worden sein.:14 | D-4-76-189-21 Wikidata           | weitere Bilder             |
| An der Straße nach Tschirn (Standort)                          | Wegkapelle                                  | Verschieferter Holzbau mit Satteldach und Dachreiter, neugotisch, zweite Hälfte 19. Jahrhundert Bei dieser Kapelle, die von einem Staketenzaun umfriedet ist, handelt es sich um einen mit Schiefer verkleideten Holzbau mit schlankem Dachreiter. Aufgrund der exponierten Lage ist dem eigentlichen Kapellenraum ein Windfang vorgesetzt. An den beiden Seiten des nach Westen gerichteten Bauwerks befinden sich Spitzbogenfenster. Der Innenraum ist mit Heiligenbildern behangen. In einer Nische des neugotischen Holzaltares steht eine gefasste Lourdesmadonna.:34–35 | D-4-76-189-63 Wikidata           | weitere Bilder             |

### Effeltermühle
| Lage | Objekt                                                               | Beschreibung | Akten-Nr.              | Bild           |
| --- | -------------------------------------------------------------------- | --- | ---------------------- | -------------- |
| Effeltermühle (Standort) | Effeltermühle                                                        | Zweigeschossiger Mansardwalmdachbau, Sandsteinerdgeschoss, Obergeschoss verschieferter Blockbau, bezeichnet „1830“                                                           | D-4-76-189-8 Wikidata  | Effeltermühle  |
| Dober; Unterer Dobergrund; Gern; Effeltermühle; Oberer Dobergrund (Standort)                                                                               | Floßbach                                                             | Typischer Floßbachabschnitt im Bereich um die Effeltermühle mit Nadelwehr aus den 1940er Jahren, Uferpflasterungen, Lasse und dem Effelter Schutz als zusätzlichem Floßteich | D-4-76-189-71 Wikidata | Floßbach       |
| Dober; Die Dober; Dobergrund; Dobermühle 1; Distrikt Reichenbacher Wald; Doberbach; Gemeindeholz; Heidäcker; Links am Tschirner Weg; Doberleite (Standort) | Typischer Floßbachabschnitt mit Floßteich mit Steinschleuse von 1934 | Gut erhaltene seltene Schrotverbauungen aus den 1930er Jahren und seltene Querverbauungen in Form von „Stangenrutschen“                                                      | D-4-76-182-6 Wikidata  | weitere Bilder |

### Eibenberg
| Lage                                          | Objekt             | Beschreibung | Akten-Nr.              | Bild               |
| --------------------------------------------- | ------------------ | --- | ---------------------- | ------------------ |
| Bei Eibenberg 2 (Standort)                    | Wegkapelle         | Quadratischer Sandsteinquaderbau mit Zeltdach, Mitte 19. Jahrhundert; mit Ausstattung Zur Ausstattung dieser Kapelle gehört ein mit barockisierenden Holzornamenten versehener, weiß bemalter Holzaltar, auf dessen Mensa sich die Nachbildung eines Drehtabernakels befindet. Links und rechts begrenzen Holzsäulen mit Kompositkapitellen den Altaraufbau, dazwischen befindet sich ein um 1800 entstandenes Kruzifix. Weitere Bestandteile der Ausstattung sind Kerzen aus verschiedenen Wallfahrtsorten, eine Lourdesmadonna und eine Kniebank.:36–37 Da die Wurzeln einer benachbarten Linde das Bauwerk zu beschädigen drohten, wurde die Kapelle im Herbst 2022 um mehrere Meter nach Süden versetzt. Danach wurden bis Mai 2023 die Dacheindeckung mit asbesthaltigem Kunstschiefer durch Naturschiefer ersetzt, neue Bodenfliesen verlegt und eine neue zweiflügelige Eingangstür montiert. | D-4-76-189-23 Wikidata | Wegkapelle         |
| Eibenberg 32 (Standort)                       | Bildstockfragmente | Sockel und vierseitiger Aufsatz mit Bildnischen, Rundbogengiebeln und Kugel, Sandstein, 1756 Der konkav-konvex profilierte Sockel dieses ehemaligen Bildstocks trägt die Inschrift „Anno 1756“. Auf dem Sockel steht ein von eingezogenen Rundbogen geschlossener Aufsatz, der als Bekrönung eine Steinkugel trägt. Die Reliefs an den vier Seiten zeigen die Krönung Mariens, die Glosberger Muttergottes, den Evangelisten Johannes und ein Kleeblattkreuz. Anlass für die Errichtung des Bildstocks war der Tod eines jungen Mannes, der um die Gunst einer Magd des Bauernhofs warb. Bei einem seiner nächtlichen Besuche wurde er aus einem der Fenster mit kochendem Wasser übergossen und starb an den erlittenen Verbrühungen.:14–15 | D-4-76-189-22 Wikidata | Bildstockfragmente |
| An der alten Straße nach Steinberg (Standort) | Bildstock          | Sandstein, verjüngter Pfeiler und vierseitiger Aufsatz mit Bildnischen und Rundbogengiebeln, 1730 Der Bildstock wurde zur Erinnerung an den Eibenberger Michael Jacob errichtet, der am Standort des Flurdenkmals in einer Schneeverwehung erfroren aufgefunden worden sein soll. Er ruht auf einem konkav-konvex profilierten Sockel, der die Inschrift „MICHAEL. IACOB. VF. TEN. EIWENBERG 1730“ trägt. Auf dem Sockel steht ein unterteilter Pfeilerschaft, dessen vier Seiten mit Bandelwerk verziert sind. Der ebenfalls vierseitige Aufsatz zeigt unter eingezogenen Rundbogen Reliefs der Krönung Mariens, des Erzengels Michael, eines Kleeblattkreuzes und des Evangelisten Johannes.:15–16 | D-4-76-189-24 Wikidata | Bildstock          |

### Eichenbühl
| Lage                                         | Objekt                   | Beschreibung | Akten-Nr.              | Bild                     |
| -------------------------------------------- | ------------------------ | --- | ---------------------- | ------------------------ |
| Eichenbühl 5 (Standort)                      | Ehemaliges Wohnstallhaus | Eingeschossiger Satteldachbau, verputzt, wohl 18. Jahrhundert | D-4-76-189-25 Wikidata | Ehemaliges Wohnstallhaus |
| An der Straße nach Kotschersgrund (Standort) | Wegkapelle               | Quadratischer Sandsteinquaderbau mit Satteldach, 19. Jahrhundert Der Scheitelstein dieses ziegelgedeckten Satteldachbaus, der lediglich über eine bescheidene Innenausstattung verfügt, trägt die reliefierte Inschrift „Alles Meinen Gott zu Ehren“. Eine Besonderheit der Kapelle sind zahlreiche handschriftliche Notizen, die mit Rötel oder Bleistift an dem Gebäude angebracht wurden und die Namen von Besuchern und teilweise den Zeitpunkt und den Anlass ihres Besuchs kundtun.:40–41                                        | D-4-76-189-26 Wikidata | Wegkapelle               |
| Eichenbühl (Standort)                        | Bildstock                | Sandstein, Pfeiler mit Beschlagwerk, Aufsatz mit Rundbogengiebeln, Kugelaufsatz und Metallkreuz, bezeichnet „1909“ Der Bildstock steht auf einem konkav-konvex profilierten Sockel, der mit „1909“ bezeichnet ist, die vier Seiten des Pfeilers sind mit Bandelwerk verziert. Der mit einem Kugelaufsatz und einem Eisenkreuz bekrönte Aufsatz ist mit eingezogenen Rundbogen geschlossen. Seine vier Seiten zeigen Darstellungen der Krönung Mariens und der Muttergottes, den ans Kreuz geschlagenen Christus und ein Vesperbild.:16 | D-4-76-189-64 Wikidata | Bildstock                |

### Geschwend
| Lage                                                                                     | Objekt    | Beschreibung | Akten-Nr.              | Bild      |
| ---------------------------------------------------------------------------------------- | --------- | --- | ---------------------- | --------- |
| Oberhalb des Anwesens Pfadenhauer am Leutenberger Acker, zwischen zwei Linden (Standort) | Bildstock | Sandstein, verjüngter Pfeiler und vierseitiger Aufsatz mit Bildnischen, Rundbogengiebeln, Kugel und Metallkreuz, bezeichnet „1845“ In den konkav-konvex profilierten Sockel dieses Flurdenkmals ist die Inschrift „Joh. Bfadenhauer von Geschwend hat die Bild err. M. E. 1845“ eingemeißelt. Auf dem Sockel steht ein unterteilter und gefelderter Pfeilerschaft, dessen vier Seiten mit Bandelwerk verziert sind. Der Aufsatz wird von eingezogenen Rundbogen geschlossen und trägt als Bekrönung eine Steinkugel und ein eisernes Doppelbalkenkreuz. Die Reliefs an den vier Seiten zeigen die Trinität, die Glosberger Muttergottes, den Heiligen Johannes Nepomuk und den heiligen Josef mit dem Jesuskind. Der Bildstock erinnert an den Bauern Johann Pfadenhauer, der zur Erntezeit nach der von Hand ausgeführten, körperlich anstrengenden Feldarbeit verstarb.:26–27 | D-4-76-189-65 Wikidata | Bildstock |

### Gifting
| Lage                                                            | Objekt                              | Beschreibung | Akten-Nr.              | Bild                                |
| --------------------------------------------------------------- | ----------------------------------- | --- | ---------------------- | ----------------------------------- |
| Am Mittelberg 1 (Standort)                                      | Wohnstallhaus                       | Eingeschossiger, giebelständiger Satteldachbau, Wohnteil verschieferter Blockbau, 18. Jahrhundert | D-4-76-189-27 Wikidata | Wohnstallhaus                       |
| Lindenstraße 1 (Standort)                                       | Kreuzigungsgruppe                   | Sandstein, bezeichnet „1765“ Diese Kreuzigungsgruppe mit ihren annähernd lebensgroßen Figuren ist im Landkreis Kronach einmalig. Die drei Figurengruppen ruhen auf konkav-konvex geformten quadratischen Sockeln, von denen der mittlere an seiner Südseite die folgende Inschrift trägt: „Johann Grebner Hoffbauer v. Güffdig 1765“. Auf dem Sockel steht ein 3,25 m hohes Kreuz, an dem mit drei geschmiedeten Nägeln ein 130 cm großer Korpus befestigt ist. Am Kreuzkopf über dem Korpus befindet sich in Reliefform eine Schriftrolle mit der Buchstabenfolge „INRI“, am Fuß des Kreuzes kniet die Figur der Maria Magdalena. Auf dem Sockel links des Kreuzes steht Maria, die Mutter Jesu, auf dem rechten der Apostel Johannes. Beide Figuren sind ebenfalls je 130 cm hoch.:20–22 | D-4-76-189-28 Wikidata | Kreuzigungsgruppe                   |
| Lindenstraße 3 (Standort)                                       | Bildstock                           | Sandstein, Säule und Aufsatz mit Voluten und Giebeldach, 1686 Der geschwungene Sockel dieses Bildstocks trägt eine glatte Säule, die am Oberteil mit der Jahreszahl 1686 bezeichnet ist. Auf der Säule ruht ein von Voluten flankierter Aufsatz mit flachem Giebeldach, in dessen Bildnische eine Tafel mit einer Darstellung der Kreuzigungsgruppe angebracht ist. Der Erzählung nach soll am Standort des Flurdenkmals ein Mann von der Gewehrkugel eines Jägers tödlich verwundet worden sein. Der Jäger stand demnach auf dem gegenüberliegenden Berg und feuerte auf ein Rudel Wildschweine, das talwärts rannte. Die Kugel verfehlte ihr Ziel und traf stattdessen den unbeteiligten Mann im Tal.:27–28 | D-4-76-189-30 Wikidata | Bildstock                           |
| Lindenstraße 16 (Standort)                                      | Bildstock                           | Sandstein, gewundene Säule und vierseitiger Aufsatz mit Bildnischen, Rundbogengiebeln und Kugel, 18. Jahrhundert Am Standort dieses Bildstocks soll bei einem schweren Unwetter ein Blitz in den Erdboden eingeschlagen haben. Das Flurdenkmal steht auf einem konkav-konvexen Sockel, der einen gewundenen, mit Weinranken und Trauben verzierten Pfeilerschaft trägt. Auf dem Schaft ruht ein vierseitiger Aufsatz mit einer Steinkugel als Bekrönung. Die Reliefs unter den eingezogenen Rundbogen zeigen die Krönung Mariens, die heilige Katharina, die Glosberger Muttergottes und die Darstellung eines Bischofs.:28 | D-4-76-189-29 Wikidata | Bildstock                           |
| 50 m außerhalb des Ortes, an der Straße zum Friedhof (Standort) | Bildstock                           | Aufsatz mit Dreieinigkeit, Sandstein, 1742 Der Anlass für die Errichtung und der ursprüngliche Standort dieses Flurdenkmals sind nicht bekannt; der Aufsatz und ein Fragment des Schaftes wurden 1972 aus dem Straßengraben links der Straße nach Posseck, etwa 50 m außerhalb des Ortes geborgen. Mit einem neu angefertigten Pfeilerschaft wurde der Bildstock am 26. November 1976 an seinem heutigen Standort neu aufgestellt. Der Aufsatz zeigt an der Stirnseite die Krönung Mariens durch die Trinität und an der Basis darunter die Jahreszahl 1742. An den beiden Schmalseiten befinden sich Darstellungen Marias als Mutter der sieben Schmerzen und des Heiligen Thomas.:28–29 | D-4-76-189-31 Wikidata | Bildstock                           |
| 100 m vom Ort, an der Straße nach Posseck (Standort)            | Bildstock, sogenannte Kulles-Marter | Sandstein, verzierte Säule und vierseitiger Aufsatz mit Bildnischen und Rundbogengiebeln, 18. Jahrhundert Der konkav-konvex profilierte Sockel dieses Bildstocks trug an der zur Straße gewandten Ostseite einst eine Inschrift, die nicht mehr lesbar ist. Auf dem Sockel steht der von einem Ringwulst unterteilte und mit Bandelwerk verzierte Säulenschaft, der in einem korinthischen Kapitell endet. An der Ostseite des Kapitells ist ein Relief des Heiligen Johannes Nepomuk zu sehen. Der Aufsatz des Flurdenkmals wird von eingezogenen Korbbogen geschlossen, die Eckvorlagen bestehen aus Voluten. In Reliefform sind an der Ostseite des Aufsatzes die Krönung Mariens, an der Nordseite die Glosberger Muttergottes und an der Südseite der heilige Georg als Drachentöter dargestellt. Die Westseiten von Sockel, Säule und Aufsatz weisen keinerlei Dekor auf.:29–30 | D-4-76-189-32 Wikidata | Bildstock, sogenannte Kulles-Marter |
| 800 m nördlich des Ortes (Standort)                             | Bildstock                           | Sandstein, verjüngter und verzierter Pfeiler und vierseitiger Aufsatz mit Reliefnischen, Rundbogengiebeln und Kugel, 1756 Dieses Flurdenkmal erinnert an einen Schweinehirten aus Gifting, der beim Hüten seiner Tiere während eines Gewitters unter einem Baum Schutz suchte und getötet wurde, als dort ein Blitz einschlug. Der Bildstock ruht auf einem konkav-konvex profilierten Sockel. Der Pfeilerschaft darauf ist unterteilt und an drei Seiten mit Bandelwerk verziert; die vierte, nach Osten weisende Seite zeigt als Relief einen vermutlich vom Blitz erschlagenen Mann unter einem hohen Baum. Im unteren Feld an der Westseite ist die Inschrift „Hans Rech 1756“ eingemeißelt. Der Aufsatz des Bildstocks wird von eingezogenen Rundbogen geschlossen und war einst mit einer Steinkugel bekrönt. Die Reliefs an den vier Seiten zeigen in Richtung Westen die Krönung Mariens durch die Trinität, an der Ostseite den heiligen Petrus mit den Himmelschlüsseln als Attribut, in Richtung Süden den Evangelisten Johannes und an der Nordseite die Glosberger Muttergottes.:30 | D-4-76-189-33 Wikidata | Bildstock                           |

### Gries
| Lage                                                   | Objekt    | Beschreibung                                                                                               | Akten-Nr.              | Bild           |
| ------------------------------------------------------ | --------- | --- | ---------------------- | -------------- |
| 100 m südwestlich des Erholungsheimes Gries (Standort) | Bildstock | Sandstein, Pfeiler und vierseitiger Aufsatz mit Bildnischen, Rundbogengiebeln, Kugel und Metallkreuz, 1746 | D-4-76-189-34 Wikidata | weitere Bilder |

### Grümpel
| Lage                                                           | Objekt                                                   | Beschreibung | Akten-Nr.              | Bild                                                     |
| -------------------------------------------------------------- | -------------------------------------------------------- | --- | ---------------------- | -------------------------------------------------------- |
| Grümpel 24 (Standort)                                          | Ehemaliges Gemeindehaus                                  | Eingeschossiger Wohnstallblockbau, Dachreiter, wohl 1745 | D-4-76-189-35 Wikidata | Ehemaliges Gemeindehaus                                  |
| Nordöstlich des Ortes oberhalb des Beitzinger Hofes (Standort) | Wegkapelle, Steinhauskapelle oder auch Stannahauskapelle | Mit verschiefertem Satteldach, 1921 In der Zeit vor dem Ersten Weltkrieg transportierte der spätere Stifter dieser Wegkapelle Baumstämme über den abschüssigen Fuhrweg ins Grümpeltal hinab. Bei einer der Fahrten verlor der Bauer die Kontrolle über sein Ochsengespann und drohte von dem Fuhrwerk und der schweren Ladung überrollt zu werden. Der Mann rief die Muttergottes um Hilfe an; die Holzladung verfing sich an einem starken Baumstumpf und wurde gestoppt, sodass niemand zu Schaden kam. Aus Dankbarkeit für seine Rettung errichtete der Bauer nach dem Krieg zusammen mit seinen Söhnen am Ort des Unglücks diese Kapelle.:190–191 | D-4-76-189-66 Wikidata | Wegkapelle, Steinhauskapelle oder auch Stannahauskapelle |

### Hesselbach
| Lage                                                  | Objekt        | Beschreibung                                                                                             | Akten-Nr.              | Bild           |
| ----------------------------------------------------- | ------------- | --- | ---------------------- | -------------- |
| Vor Hauptstraße 35 (Standort)                         | Bildstock     | Sandstein, Pfeiler und vierseitiger Aufsatz mit Rundbogengiebeln, Kugel und Metallkreuz, 19. Jahrhundert | D-4-76-189-36 Wikidata | Bildstock      |
| Leitenbergweg 2 (Standort)                            | Wohnstallhaus | Eingeschossiger, verschieferter Blockbau und Fachwerk, Satteldach, 18./19. Jahrhundert                   | D-4-76-189-37 Wikidata | Wohnstallhaus  |
| An der Straße nach Lahm, 300 m vor dem Ort (Standort) | Bildstock     | Sandstein, verzierter Pfeiler und vierseitiger Aufsatz mit Bildnischen, Rundbogengiebeln und Kugel, 1764 | D-4-76-189-38 Wikidata | weitere Bilder |
| Etwa 400 m westlich des Ortes (Standort)              | Bildstock     | Sandstein, kannelierter Pfeiler und Aufsatz mit Bronzereliefs, Metallkreuz, frühes 19. Jahrhundert       | D-4-76-189-39 Wikidata | weitere Bilder |

### Lahm
| Lage                                                              | Objekt                              | Beschreibung | Akten-Nr.              | Bild                   |
| ----------------------------------------------------------------- | ----------------------------------- | --- | ---------------------- | ---------------------- |
| Lahm 5 (Standort)                                                 | Katholische Pfarrkirche St. Ägidius | Saalbau mit Sandsteingliederungen und Walmdach, dreigeschossiger Turm aus Sandsteinquadern mit Spitzhelm, 1722–1726 unter Leitung von Johann Andreas Tribl; mit Ausstattung Kirchhofmauer und Tor, Sandstein, 1741 von Johann Jakob Michael Küchel | D-4-76-189-40 Wikidata | weitere Bilder         |
| Lahm 6 (Standort)                                                 | Katholisches Pfarrhaus              | Zweigeschossiger Walmdachbau mit Sandsteingliederungen, verputzt, Schieferdeckung, 1819 | D-4-76-189-41 Wikidata | Katholisches Pfarrhaus |
| Am nördlichen Ortsausgang, an der Straße nach Effelter (Standort) | Bildstock                           | Sandstein, kurze, ionische Säule und vierseitiger Aufsatz mit Rundbogengiebeln und Kugel, 17./18. Jahrhundert | D-4-76-189-42 Wikidata | weitere Bilder         |
| An der Straße nach Effelter, 450 m nördlich des Ortes (Standort)  | Bildstockfragmente                  | Sockel und Aufsatz, Sandstein, wohl 17. Jahrhundert | D-4-76-189-43 Wikidata | weitere Bilder         |
| An der Staatsstraße 2200 zwischen Hesselbach und Lahm (Standort)  | Bildstock                           | Sandstein, Pfeiler und vierseitiger Aufsatz mit Bildnischen und Rundbogengiebeln, 18. Jahrhundert | D-4-76-189-44 Wikidata | weitere Bilder         |

### Obergrümpelmühle
| Lage | Objekt                         | Beschreibung | Akten-Nr.                        | Bild                           |
| --- | ------------------------------ | --- | -------------------------------- | ------------------------------ |
| Obere Grümpelmühle 1 (Standort) | Obergrümpelmühle               | Langgestreckter Walmdachbau mit verschiefertem Obergeschoss, erste Hälfte 19. Jahrhundert | D-4-76-189-46 Wikidata           | Obergrümpelmühle               |
| Obere Grümpelmühle 1 (Standort) | Obergrümpelmühle, Austragshaus | Eingeschossiger, verschalter Holzbau mit Satteldach, 18. Jahrhundert | D-4-76-189-46 zugehörig Wikidata | Obergrümpelmühle, Austragshaus |
| Grümpel; Obere Grümpelmühle; Obere Grümpelmühle 1; Im Grümpelgrund; Steinbach; Neuenreuthsleite; Grümpelstraße; Obere Grümpel; Untere Grümpelmühle 1; Sperlesbach; Distrikt Sperlesbach (Standort) | Floßbach                       | Typischer Floßbachabschnitt (Uferverbauungen in Form von Mauern und Pflasterungen sowie Steinrampen als Querverbauungen) im Bereich um die Untere und Obere Grümpelmühle mit Wehrresten dieser Mühlen und Stege in traditioneller Bauweise | D-4-76-189-72 Wikidata           | weitere Bilder                 |

### Steinberg
| Lage                               | Objekt                                      | Beschreibung | Akten-Nr.              | Bild                |
| ---------------------------------- | ------------------------------------------- | --- | ---------------------- | ------------------- |
| Kronacher Straße 11 (Standort)     | Wohnhaus                                    | Zweigeschossiger, giebelständiger Satteldachbau, 1828, Anbau, zweigeschossiger, Traufseitbau mit Sandsteinerdgeschoss und versetzter Eckquaderung, 1895, Erdgeschoss verändert | D-4-76-189-47 Wikidata | Wohnhaus            |
| Kronacher Straße 20 (Standort)     | Wohnhaus                                    | Zweigeschossiger Sandsteinquaderbau mit Walmdach, Mitte 19. Jahrhundert | D-4-76-189-49 Wikidata | Wohnhaus            |
| Vor Kronacher Straße 20 (Standort) | Bildstock                                   | Sandstein, ionische Säule und vierseitiger Aufsatz mit Bildnischen, Rundbogengiebeln und Kugel, 1717                                                                           | D-4-76-189-50 Wikidata | weitere Bilder      |
| Schloßberg 4 (Standort)            | Ehemaliger Pfarrhof                         | Zweigeschossiger Satteldachbau, Fachwerk, gegen 1708, modern verkleidet | D-4-76-189-51 Wikidata | Ehemaliger Pfarrhof |
| Schloßberg 22 (Standort)           | Katholische Pfarrkirche St. Pankratius      | Saalkirche, Bruchsteinbau mit Satteldach, Chorseitenturm mit Spitzhelm, Sakristeianbau, neugotisch, 1911–1913 von Gustav Haeberle; mit Ausstattung                             | D-4-76-189-53 Wikidata | weitere Bilder      |
| Schloßberg 25 (Standort)           | Alte katholische Pfarrkirche St. Pankratius | Saalbau, bossiertes Sandsteinquaderwerk, Satteldach mit Dachreiter, im Kern wohl 15. Jahrhundert mit Ausbauten des 17. und 18. Jahrhunderts; mit Ausstattung                   | D-4-76-189-54 Wikidata | weitere Bilder      |

### Trebesberg
| Lage                                                                    | Objekt            | Beschreibung | Akten-Nr.              | Bild           |
| ----------------------------------------------------------------------- | ----------------- | --- | ---------------------- | -------------- |
| Am nördlichen Ortsrand (Standort)                                       | Wegkapelle        | Vorraum, Satteldach mit weitem Überstand, 19. Jahrhundert Die Kapelle wurde in den 1940er Jahren als Ersatz für ein abgegangenes Wegkreuz errichtet, das sich am Stamm eines Baumes befand. Am Giebel über dem Eingang des Gebäudes ist ein gusseisernes Kreuz aus dem 19. Jahrhundert angebracht.:170–171 | D-4-76-189-57 Wikidata | Wegkapelle     |
| Am Kirchweg nach Steinberg (Standort)                                   | Wegkapelle        | Giebeldach, 19. Jahrhundert Die Wegkapelle wurde von zwei Brüdern aus Trebesberg errichtet, die im Deutsch-Französischen Krieg von 1870/71 gekämpft hatten. Als sie nach dem Krieg gemeinsam wohlbehalten in ihre Heimat zurückkehrten, gelobten sie aus Dankbarkeit den Bau einer Kapelle. Der Innenraum des Bauwerks wurde vor 1984 bei einem Brand vollständig zerstört, die Kapelle danach jedoch renoviert.:172–173 | D-4-76-189-58 Wikidata | Wegkapelle     |
| 300 m westlich vor dem Ort an der Weggabelung Gries/Schafhut (Standort) | Bildstockfragment | Sockel, Sandstein, wohl 18. Jahrhundert Von dem ursprünglich aus dem 17. oder 18. Jahrhundert stammenden Bildstock ist lediglich der quadratische Sockel erhalten, dessen Felder reliefierte Quadrate zeigen. Der bereits stark beschädigte Aufsatz des Bildstocks ging vor 1974 bei Straßenbauarbeiten verloren.:95 | D-4-76-189-59 Wikidata | weitere Bilder |

### Winterleithen
| Lage                            | Objekt    | Beschreibung                                                                                        | Akten-Nr.              | Bild      |
| ------------------------------- | --------- | --------------------------------------------------------------------------------------------------- | ---------------------- | --------- |
| Bei Winterleithen 1a (Standort) | Bildstock | Sandstein, Säule und vierseitiger Aufsatz mit Dreiecksgiebeln, 17./18. Jahrhundert                  | D-4-76-189-61 Wikidata | Bildstock |
| Bei Winterleithen 2 (Standort)  | Bildstock | Sandstein, Pfeiler und vierseitiger Aufsatz mit Rundbogengiebeln, Kugel und Eisenkreuz, 1862        | D-4-76-189-60 Wikidata | Bildstock |
| Bei Winterleithen 6 (Standort)  | Bildstock | Sandstein, Pfeiler und vierseitiger Aufsatz mit aufgebogenem Giebel und Eisenkreuz, 18. Jahrhundert | D-4-76-189-62 Wikidata | Bildstock |

## Ehemalige Baudenkmäler
In diesem Abschnitt sind Objekte aufgeführt, die früher einmal in der Denkmalliste eingetragen waren, jetzt aber nicht mehr. Objekte, die in anderem Zusammenhang – also z. B. als Teil eines Baudenkmals – weiter eingetragen sind, sollen hier nicht aufgeführt werden. Aktennummern in diesem Abschnitt sind ehemalige, jetzt nicht mehr gültige Aktennummern.
| Lage                                           | Objekt                 | Beschreibung | Akten-Nr.              | Bild          |
| ---------------------------------------------- | ---------------------- | --- | ---------------------- | ------------- |
| Effelter Effelter 11 (Standort)                | Wohnstallhaus          | Zweigeschossiger, giebelständiger Blockau mit Schopfwalm, verschiefert, 18./19. Jahrhundert, Erdgeschoss verändert | D-4-76-189-6 Wikidata  | Wohnstallhaus |
| Effelter Effelter 12 (Standort)                | Wohnstallhaus          | Eingeschossiger, giebelständiger Blockbau mit verschiefertem Kniestock und Satteldach, 19. Jahrhundert | D-4-76-189-7 Wikidata  | Wohnstallhaus |
| Effelter Effelter 39 (Standort)                | Wohnstallhaus          | Eingeschossiger, giebelständiger Blockbau mit Satteldach, Kniestock verschiefert, 18./19. Jahrhundert | D-4-76-189-11 Wikidata | Wohnstallhaus |
| Steinberg Kronacher Straße 12 ()               | Wohnstallhaus          | Eingeschossig, Mansardsatteldach 1819, Kern wohl 1786 |                        |               |
| Steinberg Schloßberg 9/10 (Standort)           | Doppelwohnhaus         | Zweigeschossiger Walmdachbau mit Fachwerkobergeschoss, zweite Hälfte 18. Jahrhundert, modern verkleidet | D-4-76-189-52 Wikidata | BW            |
| Wilhelmsthal Bei Am Schieferbruch 5 (Standort) | Bildhäuschen mit Pietà | Giebeldach, 19. Jahrhundert Das giebelförmig abschließende Bildhäuschen ruht auf einem aus Bruchsteinen gemauerten, verputzen Sockel. Die Rückseite des Innenraums ist mit Holz verschlossen, die drei anderen Seiten mit Glaswänden. Im Inneren befindet sich vor einem Kreuz eine bemalte Pietà, die von künstlichen Blumen umrahmt ist. Das Flurmal wurde von den Stiftern für die Genesung eines Kindes gelobt, das beim Spielen eine Augenverletzung erlitten hatte.:122–123 | D-4-76-189-3 Wikidata  | BW            |

## Abgegangene Baudenkmäler
In diesem Abschnitt sind Objekte aufgeführt, die früher einmal in der Denkmalliste eingetragen waren, jetzt aber nicht mehr existieren, z. B. weil sie abgebrochen wurden. Aktennummern in diesem Abschnitt sind ehemalige, jetzt nicht mehr gültige Aktennummern.
| Lage                                                                  | Objekt        | Beschreibung | Akten-Nr.              | Bild           |
| --------------------------------------------------------------------- | ------------- | --- | ---------------------- | -------------- |
| Effelter Effelter 66 (Standort)                                       | Wohnstallhaus | Eingeschossiger Satteldachbau, Giebel verschiefert, 18./19. Jahrhundert Das Gebäude ist abgegangen, ist jedoch in der Denkmalliste mit Stand vom 30. November 2024 noch aufgeführt. | D-4-76-189-12 Wikidata | BW             |
| Lahm An der Straße nach Effelter, 450 m nördlich des Ortes (Standort) | Wegkapelle    | Mit Ausstattung Bis 1965 befand sich an diesem Ort eine Holzkapelle, über deren Ursprünge jedoch nichts bekannt ist. Die heutige Kapelle wurde von einem Bauern aus Lahm aus Dankbarkeit gestiftet, da sich beim Aufbau seines Hofes kein Unglück ereignete. Bei dem Bauwerk handelt es sich um einen ursprünglich unverkleideten quadratischen Putzbau mit schiefergedecktem Zeltdach; heute sind die Wände ebenfalls mit Schiefer verkleidet. Die Worte „Bete und arbeite“ über dem rundbogigen Eingang beziehen sich auf den Heiligen Konrad von Parzham, dem die Kapelle geweiht ist.:88–89 | D-4-76-189-45 Wikidata | weitere Bilder |
| Steinberg Tiefenbachstraße 6 (Standort)                               | Wohnhaus      | Zweigeschossiger Walmdachbau mit Sandsteingliederung, verputzt, bezeichnet „1824“ Das Gebäude wurde abgebrochen und durch einen Neubau ersetzt | D-4-76-189-55 Wikidata | BW             |